# Plessé

Localització de Plessé

Plessé (en bretó Plesei) és un municipi francès, situat a la regió de país del Loira, al departament de Loira Atlàntic, que històricament va formar part de la Bretanya. L'any 2006 tenia 3.938 habitants. Limita amb Saint-Nicolas-de-Redon, Fégréac, Guenrouet, Le Gâvre i Guémené-Penfao.

## Demografia
| 1962                                       | 1968  | 1975  | 1982  | 1990  | 1999  |
| ------------------------------------------ | ----- | ----- | ----- | ----- | ----- |
| 3.683                                      | 3.523 | 3.395 | 3.436 | 3.298 | 3.416 |
| Des de 1962: població sense dobles comptes |       |       |       |       |       |

## Administració
| Període   | Identitat      | Partit        |
| --------- | -------------- | ------------- |
| 1995-2008 | Paul Daniel    |               |
| 2008-     | Bernard Lebeau | Divers gauche |

## Personatges il·lustres
- Lucien Petit-Breton, ciclista franco-argentí